# Hebräischunterricht
Hebräischunterricht ist im deutschsprachigen Raum traditionell der Unterricht im klassischen Hebräisch als Wahlfach an höheren Schulen oder als Wahl- oder Pflichtfach an jüdischen und kirchlichen Bildungseinrichtungen und an Universitäten. An Hochschulen, die Hebräischunterricht im Rahmen des Studiums der Judaistik anbieten, wird immer auch modernes Hebräisch (Ivrit) gelehrt. An Volkshochschulen überwiegt der Ivrit-Unterricht.

## Unterricht in alttestamentlichem Hebräisch in Schule und Universität
In Deutschland gab es Hebräischunterricht seit dem Renaissance-Humanismus. Als erster deutscher Hebraist und Hebräischlehrer gilt Johannes Reuchlin. Er hatte die Sprache bei Jacob ben Jechiel Loans gelernt, dem jüdischen Leibarzt Friedrichs III.
Schulischer Hebräischunterricht wird, wenn auch in geringem Umfang, an vorwiegend altsprachlichen (humanistischen) Gymnasien angeboten, insbesondere solchen in kirchlicher Trägerschaft. Ferner sind Hebräischkurse Teil des Studiengangs an den theologischen Fakultäten der beiden großen christlichen Konfessionen. Als Kompetenznachweis kann an diesen Institutionen das alttestamentliche Hebraicum als schulische oder universitäre Prüfung abgelegt werden.
In Nordrhein-Westfalen existiert ein Hebräisch-Angebot am Gymnasium ab Beginn der Oberstufe (Jahrgangsstufe 11); damit kann das Fach auch als 3. oder 4. Prüfungsfach im Abitur belegt werden. Nach Abschluss der Jahrgangsstufe 12 mit entsprechenden Zensuren wird das Hebraicum erworben. Aufgrund geringer Anmeldezahlen wird der Hebräischunterricht schulübergreifend auf Stadtebene an Blockterminen am Nachmittag abgehalten.
Folgende Schulen bieten Hebräischunterricht in Nordrhein-Westfalen an:
- Kaiser-Karls-Gymnasium (Aachen)
- Otto-Hahn-Gymnasium (Bensberg), in Bergisch Gladbach
- Ceciliengymnasium Bielefeld
- Neues Gymnasium Bochum
- Beethoven-Gymnasium Bonn
- Stadtgymnasium Dortmund
- Humboldt-Gymnasium Düsseldorf
- Dreikönigsgymnasium (Köln)
- Stiftisches Humanistisches Gymnasium Mönchengladbach
- Gymnasium Adolfinum Moers
- Archigymnasium Soest
- Wilhelm-Dörpfeld-Gymnasium (Wuppertal)
- Joseph-Carlebach-Bildungshaus (Hamburg)

## Hebräischunterricht in gelehrten Institutionen des Judentums
In der jüdischen Diaspora wurde und wird klassisches, mittelalterliches und gegebenenfalls auch modernes Hebräisch privat und an deren gelehrten Institutionen vermittelt, gegenwärtig z. B. an der zum Teil vom Zentralrat der Juden in Deutschland getragenen Hochschule für Jüdische Studien in Heidelberg, die Rabbiner und jüdische Religionslehrer ausbildet, oder am Abraham-Geiger-Kolleg in Potsdam, in der Vergangenheit etwa am Jüdisch-Theologischen Seminar in Breslau oder an der Hochschule für die Wissenschaft des Judentums in Berlin.

## Hebräischunterricht in Universitätsinstituten für Judaistik
An den konfessionell unabhängigen staatlichen Hochschulinstituten für Judaistik, die in der Regel an der Philosophischen Fakultät oder in einem sprach- oder kulturwissenschaftlichen Fachbereich angesiedelt sind und sich in der Tradition der im 19. Jahrhundert in Deutschland entstandenen Wissenschaft des Judentums sehen, findet der umfänglichste Hebräischunterricht statt, der in öffentlichen Einrichtungen Deutschlands, Österreichs und der Schweiz regelmäßig angeboten wird. Dabei wird in der Regel in alle Entwicklungsstufen der hebräischen Sprache und die dazugehörigen Literaturen (biblisch, rabbinisch, mittelalterlich, modern) sowie in den geschichtlichen, religions- und geistesgeschichtlichen Kontext eingeführt. Das erste Sprachzertifikat, das im Rahmen des Judaistikstudiums erworben werden kann, ist das sogenannte Judaistische Hebraicum in Alt- und Neuhebräisch, meist am Ende des ersten Studienjahres.
Die Kurse, die zum Hebraicum führen, dauern meist zwei Semester à sechs Unterrichtsstunden pro Woche; dazu kommt das obligatorische Selbststudium (Hausaufgaben, Prüfungsvorbereitung). Das Verhältnis zwischen Kontaktzeit (Unterricht) und Selbststudium kann je nach Studienordnung schwanken, doch ist das im ersten Jahr zu erreichende Niveau überall annähernd gleich: Die Studierenden erwerben einen profunden Überblick über die Grammatik und erarbeiten sich einen Grundwortschatz sowie den Umgang mit Hilfsmitteln (Verbtabellen, Wörterbücher); darüber hinaus lernen sie die moderne hebräische Alltagssprache in Wort und Schrift, etwa auf dem Niveau A1 des Gemeinsamen Europäischen Referenzrahmens (GER). Nach dem Hebraicum sind sie in der Lage, sich einfache bis mittelschwere hebräische Texte mit fachspezifischen Hilfsmitteln zu erschließen und sich auf Basisniveau auf Hebräisch auszudrücken. An den meisten judaistischen Instituten werden auch nach dem Hebraicum sprachpraktische Übungen in Ivrit angeboten, die die erworbenen aktiven Kenntnisse auf das Niveau A2–B1 steigern.
Hebräischkurse, die zum Judaistischen Hebraicum und darüber hinaus führen, bieten die judaistischen Institute der Heinrich-Heine-Universität Düsseldorf, Johann Wolfgang Goethe-Universität Frankfurt am Main, Martin-Luther-Universität Halle-Wittenberg und der Universität zu Köln, in Österreich der Universität Wien an. In judaistischen Modulen, die in andere Fächer integriert sind, werden ebenfalls Hebräischkurse angeboten (Universität Göttingen, Universität München u. a.), die studienordnungsbedingt einen geringeren Lehr- und Lernumfang als an den „Voll-Instituten“ haben; beispielsweise wird nur eine Sprachstufe, etwa modernes Hebräisch, unterrichtet, oder der Schwerpunkt liegt auf der rabbinischen Literatur. Allen judaistischen Studiengängen ist gemeinsam, dass sie die Befähigung zum Studium hebräischer Originalquellen als wesentliches Studienziel ansehen. Daneben gibt es Studiengänge in neuzeitlicher jüdischer Geschichte, Antisemitismusforschung, deutsch-jüdischer Literatur etc. (z. B. in Aachen, TU Berlin, Universität München), in denen der hebräische Spracherwerb keine oder eine untergeordnete Rolle spielt, in jedem Fall keine wesentliche Grundlage für das Studium darstellt. Die Befähigung zur kritischen Quellenlektüre ist damit eingeschränkt.